# عشق گمشده (فیلم ۲۰۰۳)
عشق گمشده (ایتالیایی: Perdutoamor) یک فیلم به کارگردانی فرانکو باتیاتو است. از بازیگران آن می‌توان به کورادو فورتونا، دوناتلا فینوکیارو و گابریله فرزتی اشاره کرد.